# Кістерська волость
Кістерська волость — історична адміністративно-територіальна одиниця Стародубського повіту Чернігівської губернії з центром у селі Кістер.
Утворена під час адміністративної реформи 1861 року.
Станом на 1885 рік складалася з 5 поселень, 10 сільських громад. Населення — 7640 осіб (3793 чоловічої статі та 3847 — жіночої), 1217 дворових господарств.
|                     | Площа, десятин | У тому числі орної, дес. |
| ------------------- | -------------- | ------------------------ |
| Сільських громад    | 11649          | 7468                     |
| Приватної власності | 10544          | 5637                     |
| Іншої власності     | 138            | 103                      |
| Загалом             | 22331          | 13208                    |

Основні поселення волості:
- Кістер — колишнє державне й власницьке містечко при річках Кістерка й Вара за 32 версти від повітового міста, 2405 осіб, 411 дворів, 2 православні церкви, школа, 4 постоялих будинки, 3 лавки, 2 водяних і вітряний млини, крупорушка, 3 щорічних ярмарки.
- Андрійковичі — колишнє державне й власницьке село при річці Веприк, 2886 осіб, 464 двір, православні церкви, 4 постоялих двори, 2 вітряний млини, крупорушка.
- Гудовка — колишнє власницьке село, 481 особа, 87 дворів, православна церква, постоялий будинок, водяний млин, крупорушка.
- Сухосєївка — колишнє державне й власницьке, 470 осіб, 65 дворів, православна церква, постоялий двір.
- Тарасовка — колишнє державне й власницьке при річці Глинка, 715 осіб, 101 двір, православна церква, постоялий будинок, 2 водяних млини.

1899 року у волості налічувалось 13 сільських громад, населення зросло до 10 905 осіб (5523 чоловічої статі та 5382 — жіночої).